# Сливо поле
Слѝво полè е град в Северна България, област Русе. Градът е административен център на община Сливо поле.
По данни на ГРАО към 15 юни 2023 г. в града живеят 3305 души по настоящ адрес и 3941 души по постоянен адрес.

## География
Град Сливо поле е разположен на 5 километра от река Дунав.
Община Сливо поле включва 10 села и 1 град:
- Бабово
- Борисово
- Бръшлен
- Голямо Враново
- Кошарна
- Малко Враново
- Ряхово
- Сливо поле  – адм. център
- Стамболово
- Черешово
- Юделник

## История
През 1656 година Сливо поле се споменава под името Сливолик, Русенска каза, Русенски вилает. В началото на 19 век след чумната епидемия жителите му се установяват на днешното място, а новото село било наречено Кьоселер махале.
През 1856 година след края на  Кримската война в селото се заселват кримски татари, a през 1863 година се заселват и българи от Русе и от Румъния. Селището било преименувано на Бююк Ислепол, по-късно станало  Ислепол и накрая само Слепово.
През 1894 година са поставени основите на просветното дело в селото. За учебна сграда е използвана къщата на Юрдан Юрданов, по-късно притежание на Минчо Стоянов. Първият учител е Николчо Иванов от Русе.
През 1912 година селото е преименувано на Сливо поле.
За периода след Първата световна война са запазени сведения в пресата, според които на 21 март 1923 г. в землището на селото загиват трима души при опит да извадят барута от случайно намерена граната. 
Село Сливо поле е обявено за град с Решение № 782 на МС на 18 май 2011 г.

## Население
Численост на населението според преброяванията през годините:
| \| Година на преброяване \| Численост \| \| --------------------- \| --------- \| \| 1934 \| 2401 \| \| 1946 \| 2563 \| \| 1956 \| 2624 \| \| 1965 \| 3055 \| \| 1975 \| 3420 \| \| 1985 \| 3578 \| \| 1992 \| 3319 \| \| 2001 \| 3359 \| \| 2011 \| 2990 \| \| 2021 \| 2385 \| |           |
| Година на преброяване | Численост |
| 1934 | 2401      |
| 1946 | 2563      |
| 1956 | 2624      |
| 1965 | 3055      |
| 1975 | 3420      |
| 1985 | 3578      |
| 1992 | 3319      |
| 2001 | 3359      |
| 2011 | 2990      |
| 2021 | 2385      |

Етническият състав към 2011 г. включва 1057 българи, 1151 турци и 286 роми.

## Икономика
В града се намира най-голямата на Балканския полуостров фабрика за производство на биогориво.

## Обществени институции
- СОУ „Св. Паисий Хилендарски“
- РПУ, Сливо поле

## Забележителности
Черквата в селото е построена през 1937 година и е посветена на Свети Димитър Солунски Чудотворец.
На територията на общината попада част от защитена местност „Калимок-Бръшлен“ – най-голямата в България, в която се осъществяват мероприятия за възстановяване на влажната зона „Калимок-Бръшлен“ по проект на Световната банка и GEF.

## Редовни събития
- Празник на родния край през месец август.
- В града се провеждат футболни срещи от А ОФГ (Изток) на Русенска област. Футболният отбор се нарича „Дунав“.
- Организират се зрелищни народни борби.

## Личности
| Кмет               | Период    |
| ------------------ | --------- |
| Станчо Х. Димитров | 1912–1920 |
| Георги Йоргов      | 1920–1924 |
| Михал Иванов       | 1924–1931 |
| Илия Тодоров       | 1931–1932 |
| Марин Николов      | 1932–1934 |
| Ангел Коларов      | 1934–1935 |
| Александър Коларов | 1935–1937 |
| Генчо Острев       | 1937–1944 |
| Кирил Денев        | 1944–1946 |
| Тодор Колев        | 1946      |
| Манол Дочев        | 1946–1948 |
| Николай Колев      | 1948–1952 |
| Георги Кисимов     | 1952–1959 |
| Стою Спасов        | 1959–1965 |
| Друми Атанасов     | 1965–1969 |
| Тодорка Пенчева    | 1969–1979 |
| Стефан Пасев       | 1979–1991 |
| Симеон Кръстев     | 1991–1995 |
| Георги Големански  | 1995–1999 |
| Иван Иванов        | 1999–2000 |
| Георги Големански  | 2010–2015 |
| Валентин Атанасов  | 2015–     |

### Други
- Емил Захариев – европейски шампион по граплинг и първият европейски шампион в Смесените бойни изкуства.
- Светослав Захариев – състезател по граплинг: 5-кратен републикански шампион, носител на световната купа през 2010 г., първият европейски шампион от България.
- Максим Петров – състезател по свободна борба: бронзов медал на Световното първенство за юноши в Истанбул през 2003 г.; златен медал на Европейското първенство за юноши във Варна през 2004 г.; пето място на Световното първенство за юноши във Вилнюс през 2005 г.; сребърен медал на Европейското първенство за юноши във Вроцлав през 2005 г.
- Йордан Сливополски – Пилигрим – български писател, журналист и издател на периодика.
- Александър Андреев Каменов – състезател по граплинг: първо място на третите световни борчески игри през 2008 г. в Тирана, Албания; второ място на Европейско първенство през 2009 г. в Литва; трето място на Световно първенство през 2010 г. в Краков, Полша; 5-кратен републикански шампион по граплинг.
- Ивайло Андреев Каменов – състезател по граплинг: второ място на третите световни борчески игри през 2008 г. в Тирана, Албания; пето място на Световно първенство през 2008 г. във Люцерн, Швейцария; 5-кратен републикански шампион по граплинг.